# موراي إيفز
موراي إيفز هو لاعب هوكي الجليد كندي، ولد في 10 مايو 1960 في كالغاري في كندا.

## وصلات خارجية
- موراي إيفز على موقع دوري الهوكي الوطني (الإنجليزية)
- موراي إيفز على موقع EliteProspects.com (الإنجليزية)
- موراي إيفز على موقع HockeyDB.com (الإنجليزية)
- موراي إيفز على موقع Hockey-Reference.com (الإنجليزية)